# Maria Lucia de Barros Mott
Maria Lucia de Barros Mott (São Paulo, 16 de desembre de 1948 - ibídem, 26 de juny de 2011) fou una historiadora i feminista brasilera.
A partir de 1980 va desenvolupar investigacions sobre la història de la salut; va començar els seus estudis de gènere pràcticament a l'inici del desenvolupament d'aquesta àrea d'investigació a Brasil.

## Biografia

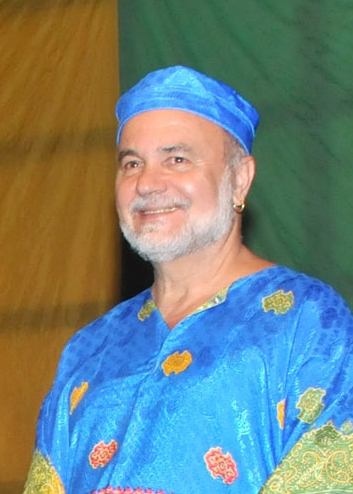
Luiz Mott (1946), germà de Maria Lucia Mott.

Provinent d'una nombrosa família catòlica, fou la vuitena filla de l'escriptora Odette de Barros i de Leo Mott. Els fills van ser Maria José Mott Ruggiero, Lea Mott Ancona López, Carlos de Barros Mott, Pedro de Barros Mott, Fúlvia Mott Rosemberg, Luiz Roberto de Barros Mott (escriptor), Maria Lucia de Barros Mott i Leone Mott Junior. Els seus germans van influir en els seus ideals d'esquerra política.
En 1968 ―als 19 anys, i sense tenir sentir vocació específica― va començar el curs d'Història de la Universitat de São Paulo (USP). Allí es va relacionar amb artistes que treballaven a la Plaça de la República, lloc on Maria Lucia feia ceràmica i pintava quadres, identificant-se amb la generació hippie i la ideologia de la contracultura.
Va decidir suspendre els seus estudis per a viatjar. Va viure un any en França, gairebé un any als Estats Units d'Amèrica, on va fer cursos sobre la cultura afroamericana. Va retornar al Brasil i va marxar de nou, aquest cop a la Gran Bretanya, i després a l'Índia. Amb aquests viatges la seva formació universitària es va perllongar molt de temps.
En 1976, quan va tornar a Brasil, va aconseguir una feina en la Fundació Carlos Chagas. En aquesta època Maria Lucia va començar a definir-se com a feminista i com a investigadora.
Respecte d'aquests anys d'activisme feminista, Maria Lucia va escriure al diari Mulherio:
| «                            | "Vaig veure sempre la investigació com una forma de militància política." | » |
| — Maria Lucia de Barros Mott |                                                                           |   |

En 1979 es va graduar en Història per la Universitat de São Paulo. Entre 1988 i 1998 va realitzar el doctorat en Història Social en la mateixa universitat.
Maria Lucia va participar de la Junta Editorial d'Estudis Feministes de Rio de Janeiro des del seu primer exemplar (el 1992), durant tot el període en què la revista va ser editada per CIEC/ECO/Universitat Federal de Rio de Janeiro (UFRJ) (fins a finals de 1994).
A més d'haver treballat com a responsable i com a revisora de molts articles científics de la revista, Maria Lucia va publicar alguns ella mateixa: Madame Durocher, costurera i llevadora (1994)  i Una llevadora ignorant, un error de diagnòstic mèdic? (1999). Va ser responsable de l'organització del dossier Part de la revista Estudis Feministes (volum 10, n.2, 2002), al qual va presentar el seu article Bibliografia comentada sobre assistència als parts al Brasil, 1972-2002.
En 1994 va participar en I COBEON com a ponent, presentant Ser llevadora: una representació d'una professió. Va desenvolupar el projecte de post-doctorat Camins creuats: cursos per a formació de llevadores i infermeres en São Paulo, 1890-1971 que la va mantenir en intensa i fructífera col·laboració amb docents d'infermeria obstètrica i d'història de la infermeria del postgraduats de la EEUSP.
Amb immensa generositat, no pensava dues vegades a oferir o concedir dades per ella recollides i posar a disposició articles i textos. Va incentivar l'elaboració de treballs basats en textos publicats als periòdics de l'època, en testimoniatges de persones que havien viscut o treballat en el camp de l'assistència al part.
Maria Lucia Mott, com se la coneixia, va rescatar en la seva tesi de doctorat de 1998 la trajectòria de la primera llevadora de Brasil: Madame Durocher. La seva tesi i altres treballs sobre el tema van ser essencials per a aquells que volien dedicar-se a l'estudi de les arts del part al Brasil. Els seus estudis estan relacionats amb les històries de les polítiques públiques, institucionals i professionals de la salut, filantropia, gènere, història de la salut i de la memòria.
Va escriure la biografia de Pérola Byington. Era amiga de la seva filla, la qual cosa li va permetre un accés privilegiat a l'arxiu familiar.
Entre l'1 de gener de 1999 i el 31 de desembre de 2000 va rebre una subvenció de la Universitat de São Paulo per a realitzar un post-doctorat sobre la tesi Destins creuats: cursos per a formació de llevadores i infermeres en São Paulo (1898-1971).
Es pot destacar la seva exposició iconogràfica sobre Una història de la maternitat: una visió del Segle XIX, realitzada en la Conferència Internacional sobre Humanització del Part i del Naixement, que va tenir lloc en Fortaleza l'any 2000.
Va coordinar l'equip del projecte Memòries del naixement: llevadores i l'atenció al part en la ciutat de São Paulo (1930-1980). Aquests resultats es troben disponibles en la pàgina web del Centre Històric Cultural de la Infermeria Ibero-Americana (EEUSP). Es tracta de documents sobre l'atenció al part i entrevistes realitzades amb obstetres, parteres i infermeres obstètriques; col·lecció de retallis de diaris sobre el Servei Obstètric Domiciliar i bibliografia comentada sobre les parteres i l'atenció obstètrica.
En 2005, a Portugal, va donar una conferència sobre Parteres: l'altre costat de la professió. Els seus arguments van incentivar al president de l'Associació Portuguesa d'Infermers a estudiar aquesta temàtica, un fet que va estimular l'escriptura del llibre Comares i matrones: contribució per a la Història de les Parteres a Portugal (segles XIII-XIX), que va ser publicat en maig de 2011. Aquest llibre va arribar a Brasil després de la mort de Maria Lucia.
Entre l'1 de maig de 2006 i el 31 de maig de 2008 Maria Lucia va fer ús d'una borsa d'estudis de l'Institut de Salut de l'Estat de São Paulo per a investigar sobre el nucli de documentació i informació en salut col·lectiva de la Biblioteca de l'Institut de Salut.
A partir de 2007, va coordinar l'equip de São Paulo de la Xarxa Brasil de Patrimoni Cultural de la Salut, dirigida per la Casa de Oswaldo Cruz. En aquesta xarxa va dirigir la documentació sobre les institucions de salut de São Paulo des del Període Colonial fins als anys cinquanta. Va treballar en l'organització del llibre Història de la Salut a São Paulo: institucions i patrimoni arquitectònic de la col·lecció Història i Patrimoni de la Salut, publicat en octubre de 2011, després de la seva mort. Amb el seu equip va escriure diversos article, com ara Noies i dones dentistes: formació, titulació i mercat de treball en les primeres dècades de la República, publicat en Historia, Ciències, Salut-Manguinhos (volum 15. 2008) i Mèdics homes i dones a São Paulo i els llibres de registres del Servei de Fiscalització de l'Exercici Professional (1892-1932), publicat en Ciència i Salut Col·lectiva (volum 13, 2008).
En els seus últims anys Maria Lucia va ser investigadora de l'Institut Butantan (relacionat amb la Secretaria de la Salut de l'Estat de São Paulo). Va coordinar investigacions, va publicar articles científics, va realitzar conferències i va participar en esdeveniments lligats a la història de les polítiques, institucions i professionals de la salut.
Va publicar als Estats Units d'Amèrica, França i Portugal. La seva actuació, els seus escrits i el seu llegat, tot plegat, són indispensables per a la història de la obstetrícia i de la infermeria obstètrica, especialment de São Paulo.
Es va casar amb l'historiador José Inácio de Melo Souza, amb qui va tenir una filla, Veridiana.
Ella hauria finalitzat seu últim treball, al qual va dedicar els últims quatre anys de la seva vida: un llibre sobre la història dels hospitals de São Paulo. No obstant això, en 2010 va ser diagnosticada de càncer del pulmó, a conseqüència del qual va morir a São Paulo el dia 26 de juny de 2011, als 62 anys.

## Obres
- Esclavitud en femenino[9]
- Submissão e resistência: a mulher na luta contra a escravidão. São Paulo: Contexto (col·lecció Repensando a História),[10] 1988.[11]
- O romance de Ana Durocher. Editora Siciliano, 1995. 220 pàgines.[12]
- O gesto que salva: Pérola Byington e a Cruzada Pró-Infância, 188 pàgines, 2005. ISBN 8598953024.[13]
- No tempo das missões. Editora Scipione.[14]

### Articles
- «A criança escrava na literatura de viagens», article de la revista Cadernos de pesquisa (Fundação Carlos Chagas), n.º 31, pp. 57–68, 1979.[15]
- «A parteira ignorante: um erro de diagnóstico médico?», article de la revista Estudos Feministas, volum 7, n.1. Florianópolis, 1999. ISSN 0104-026x.[16]